# Puntzi Lake Indian Reserve 2
Puntzi Lake Indian Reserve 2 är ett reservat i Kanada.   Det ligger i provinsen British Columbia, i den sydvästra delen av landet, 3 600 km väster om huvudstaden Ottawa. Puntzi Lake Indian Reserve 2 ligger vid sjön Puntzi Lake.
I omgivningarna runt Puntzi Lake Indian Reserve 2 växer i huvudsak barrskog. Trakten runt Puntzi Lake Indian Reserve 2 är nära nog obefolkad, med mindre än två invånare per kvadratkilometer.